# Cyanistes
Cyanistes é um género de aves da família Paridae.

## Espécies
- Chapim-azul - Cyanistes caeruleus − (Linnaeus, 1758)
- Chapim-magrebino - Cyanistes teneriffae − (Lesson, 1831)
- Chapim-de-cabeça-branca - Cyanistes cyanus − (Pallas, 1770)